# Onthophagus vaneyeni
Onthophagus vaneyeni là một loài bọ cánh cứng trong họ Bọ hung (Scarabaeidae).